# Michel Vaillant (film)
Pour les articles homonymes, voir Michel Vaillant (homonymie) et Vaillant.
Pour plus de détails, voir Fiche technique et Distribution.
Michel Vaillant est un film français réalisé par Louis-Pascal Couvelaire, sorti en 2003. Il est librement adapté de la  bande dessinée du même nom de Jean Graton et Philippe Graton.

## Synopsis
Depuis des décennies, l'équipe Vaillante, dirigée par la famille Vaillant, a connu une longue histoire de succès dans diverses disciplines de la course automobile. Leur pilote le plus célèbre est Michel Vaillant, fils du fondateur et propriétaire de l'équipe, Henri, et frère cadet du directeur de l'équipe, Jean-Pierre. Une nuit, Élisabeth, la mère de Michel, fait le cauchemar de la mort de son fils dans un accident aux 24 heures du Mans impliquant une voiture portant le numéro 13 de Leader, une équipe avec laquelle Vaillant a entretenu une rivalité historique pendant plus d'un quart de siècle. Henri la réconforte en lui assurant que l'équipe Vaillante n'a pas l'intention de courir au Mans, que Leader a arrêté de courir depuis 5 ans et que personne ne prendra la peine d'utiliser le numéro 13 lors de la course.
Pendant ce temps, au Canada, Michel et son meilleur ami et coéquipier, Steve Warson, participent tous deux à une course WRC. Michel gagne la course, ce qui déclenche la colère de Bob Cramer, un impitoyable pilote rival que Michel a bloqué pendant la course. Cramer confronte le copilote de Michel, David Dougherty, à ce sujet. Quelques jours plus tard, Henri annonce que l'équipe Vaillante a acheté des moteurs pour les prochaines 24 heures du Mans, et que David a été promu au poste de pilote, lui promettant une place dans la voiture de Michel au Mans s'il fait bonne figure au Rallye d'Italie. Pendant la course en Italie, Cramer oblige David à sortir de la route. Sa voiture s'écrase violemment, et il meurt après avoir été pris dans l'explosion qui en résulte.
Lors des funérailles de David, Michel rencontre Julie, sa femme, qui lui demande une faveur. Michel convainc alors son frère de laisser Julie rejoindre l'équipe afin qu'elle puisse prendre la place de son défunt mari. Pendant ce temps, l'équipe Leader, désormais dirigée par Ruth, la fille du fondateur de l'équipe, reprend la compétition. Elle annonce qu'elle participera à la course du Mans avec le numéro 13 et engage Bob Cramer comme pilote. Élisabeth commence à craindre que son cauchemar ne devienne bientôt réalité, et supplie en vain Henri de se retirer du Mans.
Le dernier jour ouvert pour les séances de qualifications de la course du Mans, Ruth, déterminée à débarrasser la course de Vaillante, demande à ses sbires d'empêcher la livraison des voitures Vaillante. Le camion contenant les voitures ayant subi une sortie de route, Michel et Warson doivent se résoudre à les sortir sur route ouverte à toute vitesse, et arrivent juste à temps sur le circuit pour concourir. Furieuse, Ruth décide de kidnapper Henri, prévoyant de faire chanter les Vaillante pour qu'ils perdent la course s'ils veulent qu'elle épargne Henri. Au début, Michel s'exécute, perdant beaucoup de temps à chaque tour, mais il raconte ensuite à son frère le complot de Ruth pour tuer leur père. Michel est autorisé à aller sauver son père après avoir demandé à Julie de se faire passer pour lui pendant la course.
Alors qu'il tente de localiser son père grâce au GPS de la voiture de Ruth, Michel est attrapé par cette dernière, qui lui fait conduire la Leader n°13 en se faisant passer pour Cramer, après qu'un accident l'ait mis hors course. La Vaillante n°10 et la Leader n°13 se rencontrent sur la piste et finissent par se heurter violemment, comme dans le cauchemar d'Élisabeth. Les deux pilotes, qui s'avèrent être en réalité Julie et Michel, sortent indemnes de l'épave. Julie et Michel partent avec Warson pour quitter la course et sauver Henri.
Les trois réussissent à retourner à la course, mais Warson est blessé par balle en fuyant les sbires de Ruth après avoir sauvé Henri. Michel décide de le remplacer lors d'un arrêt au stand de la Vaillante n°8, se faisant passer pour lui pour le reste de la course. Dans le dernier tour, alors qu'il semble que la Leader n°22 soit sur le point de gagner, la Vaillante crève un pneu. Pendant ce temps, la Leader commence soudainement à ralentir en raison d'une panne de moteur, et finit par s'arrêter quelques mètres avant la ligne d'arrivée.
La Vaillante arrive finalement dans la dernière ligne droite alors que la Leader est poussée par son pilote, avant de franchir la ligne d'arrivée en premier, battant ainsi la Leader de justesse. L'équipe Vaillante fête sa dernière victoire, tandis que Ruth regarde fixement la défaite.

## Fiche technique
- Titre : Michel Vaillant
- Réalisation : Louis-Pascal Couvelaire
- Scénario : Luc Besson, Gilles Malençon, d'après la bande dessinée de Jean Graton et Philippe Graton
- Musique : Archive (voir Bande originale)
- Décors : Jimmy Vansteenkiste
- Costumes : Martine Rapin
- Directeur de la photographie : Michel Abramowicz
- Making Of : François Goetghebeur
- Mixage : Vincent Arnardi
- Montage : Hervé Schneid
- Directeur de production : Didier Hoarau
- Producteur : Pierre-Ange Le Pogam
- Producteur exécutif : Maurice Illouz
- Société de production : EuropaCorp
- Société de distribution : EuropaCorp Distribution
- Régisseur général : David Deshayes
- Cascadeur : Cyril Raffaelli
- Budget : 22 890 000 dollars[1]
- Pays de production :  France
- Langue originale : français
- Format : couleur - 35 mm - 2,35:1 (CinemaScope) - son DTS-ES / Dolby TrueHD
- Genres : action, drame
- Durée : 103 minutes
- Date de sortie : 
  - France : 19 novembre 2003
- Classification : France : Tous publics (visa d'exploitation n°106334 délivré le 17 novembre 2003)

## Distribution
Par ordre d'apparition au générique :
| - Sagamore Stévenin : Michel Vaillant - Peter Youngblood Hills (en) : Steve Warson - Jean-Pierre Cassel : Henri Vaillant - Diane Kruger : Julie Wood - Béatrice Agenin : Élisabeth Vaillant - Lisa Barbuscia : Ruth Wong - Philippe Bas : Jean-Pierre Vaillant - Stefano Cassetti : Giulio Cavallo - Agathe de La Boulaye : Gabrièle Spangenberg - Philippe Lellouche : José - François Levantal : Bob Cramer - Stéphane Metzger : Dan Hawkins - Scott Thrun : David Dougherty - Gary Cowan : Payntor - Lisa Couvelaire : Natasha - Jeanne Mauran : Odessa - Peter Hudson : Un anglais - Patrice Valota : le directeur de course du Mans - Gérard Chaillou : Président A.C.O. - Ken Samuels : le garde du corps de Ruth - Estelle Caumartin : Laura Vaillant - Thierry Perkins Lyautey: le journaliste « auto » Mathieu | - Nicolas Rafal : le pompiste - Marc Berman : le commissaire priseur - Riton Liebman : Riton - Kentaro : Akira Kadokawa - Vincent Fournier : Michael Borman - Antoine du Jeu : le mécano Vaillant #1 - Matthieu Lermitte : le mécano Vaillant #2 - Vincent Darré : le mécano Leader #1 - Julien Zuccolin : le mécano Leader #2 - Laurent Lufroy : le peintre - Gráinne Boyce : la chanteuse irlandaise - Lee Michelsen : le pasteur irlandais - Daniel Pilon : Président Rallye Canada - Louis-Philippe Dandenault : le voiturier - Jimmy Herman (en) : le chef indien - Nadja David : Sandra Svanson - Hélène Reeves : la femme du président - Alexandra Tiedemann : Agnès Vaillant - Michel Bilodeau : le juge contrôle - Sébastien Maltas : l'agent de sécurité - Sophie Larochelle : la préposée aux trophées - Sébastien Thiéry : un journaliste |

## Production

### Tournage
Le tournage s'est déroulé sur trois circuits différents, sur le Circuit Bugatti, pour les essais et la course des 24 Heures du Mans, le Circuit de Nevers Magny-Cours, pour les essais des Leader, et celui du Mas du Clos près d'Aubusson en Creuse, censé représenter le circuit de l'usine Vaillante. De même certaines scènes de l'usine Vaillante ont été réalisées dans l'ancienne soufflerie du hangar Y de Meudon. 

## Bande originale
La bande originale du film a été composée par le groupe britannique Archive. Elle est contenue sur deux albums sortis en 2003, Michel Vaillant, suivi, un mois plus tard par Michel Vaillant (Bande originale du film).

## Accueil

### Accueil critique
En France, le site Allociné propose une note moyenne de 3.2⁄5 à partir de l'interprétation de critiques provenant de 5 titres de presse.

### Box office
Lors de sa sortie en France au cinéma le 19 novembre 2003, Michel Vaillant recense 460 777 entrées lors de sa première semaine de diffusion. Au total, 901 788 entrées ont été recensées, le film se classe en 57e position des films sortis en 2003 et recense au total un peu plus de 6 millions de dollars de recette, pour un budget de 22,9 millions.
Le site Écran large écrira en 2023 un article expliquant les raisons de ce désastre financier et de la désaffection du public pour le film.

## Autour du film
Deux voitures de compétition ont été engagées par l'écurie DAMS aux 24 Heures du Mans pour l'édition 2002 spécialement pour le film. Il s'agit d'une Lola B98/10 (en tant que Vaillante) et d'une Panoz LMP-1 Roadster-S (en tant que Leader). Chaque écurie disposant, dans le film de deux équipes, donc de deux voitures, des plans ont ensuite été incrustés et les numéros ont été rajoutés ou modifiés en post-production afin de donner cette illusion. 
La voiture utilisée pour effectuer le circuit à l'aveugle de nuit est une Pagani Zonda S, avec quelques badges Vaillante. Les essais de Julie Wood, coachée par Michel Vaillant sur le circuit de la Jonquière, à l'usine Vaillante, ont été réalisés au volant de Vaillante Grand Défi, alors que Steve Warson les retrouve au volant d'une mythique AC Cobra Coupé. Les voitures de rallye utilisées sous les couleurs Vaillante sont des Peugeot 206 maquillées pour le film, dont deux exemplaires se trouvent aujourd'hui au Centre d'archives de Terre Blanche . 
Il est à noter que toutes les Vaillante du film, en rallye et en endurance sont motorisées par des blocs d'origine PSA, avec l'inscription "Powered by Peugeot". De son côté, Bob Cramer roule au rallye du Canada au volant d'une Eagle Talon, puis au rallye d'Italie aux commandes d'une Subaru Impreza. Enfin, le véhicule conduit par Laura, la nièce de Michel Vaillant, dans le jardin familial de la Jonquière, est le concept car Peugeot 607 Féline. Le speaker officiel des 24 heures du Mans, Bruno Vandestick, y joue son propre rôle en tant que "voix du Mans".

### Différences avec la bande-dessinée
- Si dans la série de bande dessinée, Michel Vaillant est marié avec Françoise (et père d'un enfant à l'époque où se joue l'action du film), il est ici représenté comme étant célibataire.
- Dans le film, Julie Wood est de nationalité Irlandaise et mariée avec un pilote dénommé David Dougherty, mais conserve donc son nom de jeune fille, alors qu'elle est en réalité Californienne et célibataire, avant de flirter avec Steve Warson, mais jamais avec Michel Vaillant, qui est un mari très fidèle.
- Dans la BD, Gabrièle Stangenberg est Allemande, alors qu'elle est ici de nationalité belge.
- Jean-Pierre et Agnès Vaillant ont un fils, dénommé Jean-Michel et non une fille, dénommée Laura dans le film.
- Bien qu'il soit un dragueur invétéré, Steve Warson n'a jamais eu de relation avec Gabrièle Stangenberg, dans la bande-dessinée.

### Éditions vidéos
Le 7 juillet 2004, le film est proposé en DVD en France, dans une édition classique, ainsi qu'en édition collector double DVD. Cette édition comprend, en plus du film, près de 3 heures de bonus, dont un making-of, des interviews et des scènes coupées.
En 2008, le film sort en Blu-ray à Taïwan, suivi de deux ans plus tard, par une sortie au Japon.